# PARADE II 〜RESPECTIVE TRACKS OF BUCK-TICK〜
『PARADE II 〜RESPECTIVE TRACKS OF BUCK-TICK〜』（パレード・ツー リスペクティヴ・トラックス・オブ・バクチク）は、日本のロックバンド、BUCK-TICKの2枚目のトリビュート・アルバム。2012年7月4日にLingua Soundaから発売された。

## 解説
BUCK-TICKデビュー25周年を記念して製作された。シングル「MISS TAKE 〜僕はミス・テイク〜」と同時発売。
ジャケット・イラストにBUCK-TICKファンを公言している漫画家の上田宏を起用することにより、楽曲だけでなく、イラストによるトリビュートを実現している。

## 収録曲
1. ROMANESQUE / Acid Black Cherry (4:14)
2. JUST ONE MORE KISS / BREAKERZ (4:00)
3. MISTY ZONE / cali≠gari (4:26)
4. Sid Vicious ON THE BEACH / POLYSICS (3:29)
5. MACHINE / 氣志團 (4:12)
6. 悪の華 / MERRY (4:19)
7. JUPITER / MUCC (4:44)
8. love letter / Pay money To my Pain (2:28)
9. ICONOCLASM / D'ERLANGER (4:40)
10. EMPTY GIRL / N'夙川BOYS (4:06)
11. エリーゼのために (THE LOWBROWS REMIX) / THE LOWBROWS (4:43)
12. SEXUAL×××××! / acid android (4:03)
13. M・A・D / AA= (3:56)